# 藤島正健

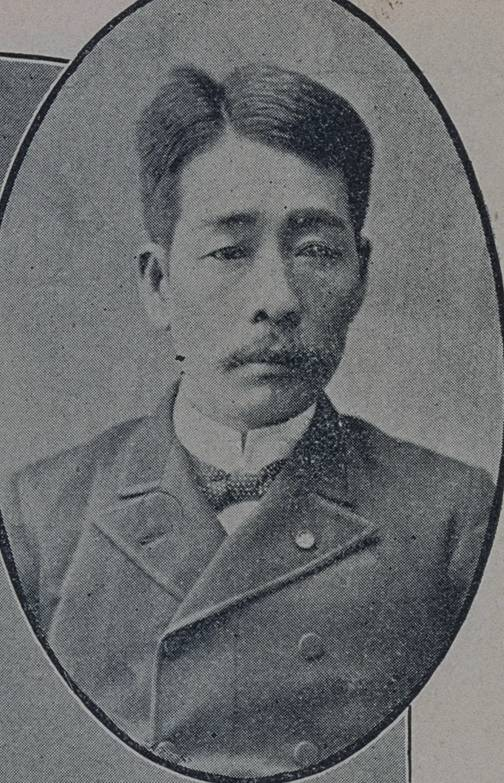
藤島正健

藤島 正健（ふじしま まさたけ、1845年（弘化2年3月） - 1904年（明治37年）10月15日）は、日本の大蔵官僚。官選県知事。

## 経歴
熊本藩士・藤島昌和の長男として熊本高田原に生まれる。
明治5年（1872年）、政府に出仕し検事局十等出仕となる。以後、紙幣寮大属九等出仕、紙幣権助、大蔵権少書記官、大蔵少書記官、大蔵権大書記官、兼員外議官補などを歴任。
1884年4月、フランス・パリ在留領事に就任。1886年3月、大蔵省に復帰し大蔵書記官となる。以後、総務局文書課長、銀行局長を務めた。
1888年10月、富山県知事に就任。1890年7月、千葉県知事に転じた。1892年2月の第2回衆議院議員総選挙において選挙干渉を行って死傷者を出した。1893年3月、千葉県知事を退任。1897年6月、日本勧業銀行副総裁となり1900年まで在任。墓所は谷中霊園

## 栄典・受章・受賞
位階
- 1890年（明治23年）11月1日 - 従四位[2]
- 1893年（明治26年）6月20日 - 正四位[3]

勲章等
- 1886年（明治19年）11月30日 - 勲六等単光旭日章[4]
- 1889年（明治22年）11月29日 - 大日本帝国憲法発布記念章[5]
- 1892年（明治25年）6月29日 - 勲四等瑞宝章[6]

## 血縁
母・藤島茂登子は、矢嶋直明・鶴子夫妻の長女で、妹に横井つせ子（横井小楠の妻）・徳富久子（徳富一敬の妻）・竹崎順子・矢嶋楫子がいた。したがって、藤島正健と徳富蘇峰・徳冨蘆花兄弟とは、母方の従兄弟同士であった。酒田正敏・坂野潤治他編『徳富蘇峰関係文書』山川出版社近代日本史料選書7-2、1985年刊には、神奈川県二宮町徳富蘇峰記念館が所蔵する徳富蘇峰宛藤島正健書簡83通が収録されている。
長女・雪子は佐佐木信綱に嫁いだ。従って佐佐木治綱は外孫、佐佐木幸綱は曾孫ということになる。